# Rue du Canard (Toulouse)
Pour les articles homonymes, voir Rue du Canard.
La rue du Canard (en occitan : carrièra del Sénher Canhard) est une voie de Toulouse, chef-lieu de la région Occitanie, dans le Midi de la France.

## Situation et accès
La rue du Canard est une voie publique. Elle se situe dans le quartier Saint-Étienne.
Elle naît perpendiculairement à la rue du Languedoc, face à la place des Carmes et presque au carrefour de la rue Théodore-Ozenne. Longue de 127 mètres, étroite de seulement 4 à 6 mètres, elle est orientée à l'est, puis au nord-est. Elle reçoit après 44 mètres l'impasse du Canard, puis se prolonge sur 83 mètres pour aboutir à la place Mage. Elle est prolongée au-delà par la rue Merlane, qui aboutit à la rue Pierre-de-Fermat.
La chaussée compte une seule voie de circulation automobile en sens unique, de la rue du Languedoc vers la place Mage. Elle appartient à une zone de rencontre et la vitesse y est limitée à 20 km/h. Il n'existe pas de bande, ni de piste cyclable, quoiqu'elle soit à double-sens cyclable.

### Voies rencontrées
La rue du Canard rencontre les voies suivantes, dans l'ordre des numéros croissants (« g » indique que la rue se situe à gauche, « d » à droite) :
1. Rue du Languedoc (g)
2. Place des Carmes (d)
3. Impasse du Canard (d)
4. Rue Bouquières (g)
5. Rue Mage (d)

## Odonymie

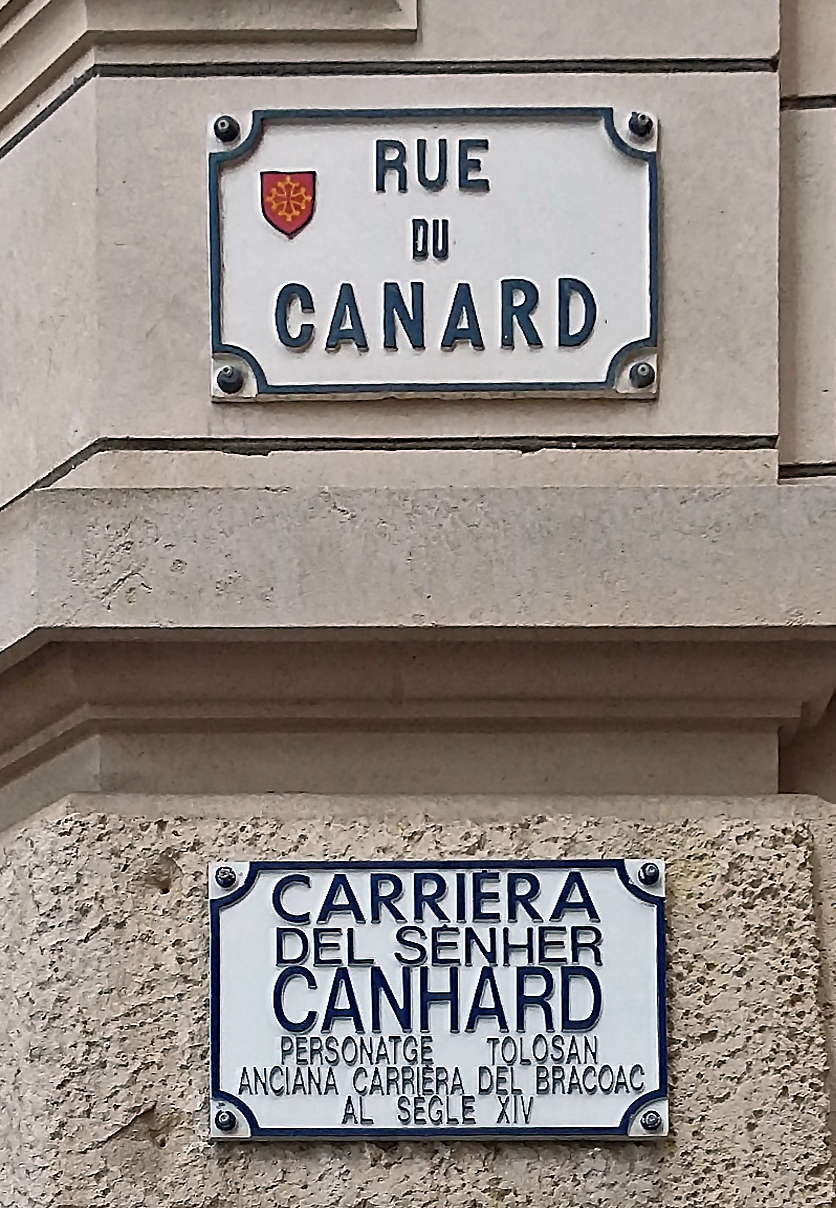
Plaques de rue.

La rue du Canard tient son nom de l'impasse homonyme. Celle-ci était connue, au XVIe siècle, comme la rue Cagnard : elle devait probablement ce nom à un membre de la famille Canhard ou Cagnard, qui y possédait un immeuble à la fin du Moyen Âge. On connaît Michel de Cagnard, conseiller au sénéchal de Toulouse vers 1580. Le nom de rue du Canard ne date que de la fin du XVIIe siècle.
Les plus anciennes mentions de la rue, au début du XIIIe siècle, la désignent comme la rue des Jouglars, nom qui s'appliquait également à la rue qui longeait le côté nord du couvent des Carmes (côté nord de l'actuelle place des Carmes). La famille de Jouglard ou de Jouglars fut une importante famille toulousaine : ainsi, Bernard de Jouglard fut conseiller au parlement entre 1521 et 1528. En 1794, pendant la Révolution française, on lui attribua le nom de « rue de la Bastille », en souvenir de la forteresse prise par les révolutionnaires le 14 juillet 1789, mais il ne subsista pas.
Malgré ce que semble suggérer la plaque de rue en occitan apposée dans les années 2000, la rue du Canard ne fut jamais la rue de Bracoal (carrièra de Bracoal en occitan). C'est l'actuelle impasse du Canard qui portait ce nom entre les XIVe et XVIIIe siècles.

## Histoire

### Moyen Âge et période moderne
Au Moyen Âge, la rue des Jouglars appartient au capitoulat de Saint-Barthélémy. La population est très mélangée et des artisans, des gens de petits métiers y louent des locaux. Les parlementaires, particulièrement les procureurs y sont également nombreux, attirés dans le quartier par la proximité avec le parlement de Toulouse (emplacement de l'actuel Palais de justice). Plusieurs immeubles sont des dépendances des hôtels particuliers et des grands immeubles des parlementaires des rues Mage, Bouquières et des Chapeliers (actuelle rue du Languedoc). Ainsi, l'ancien no 5 faisait partie de l'hôtel de Nupces, en façade sur la rue des Chapeliers (emplacement de l'actuel no 40 rue du Languedoc), et les immeubles no 10 et 12 dépendaient des no 11 et 13 de la rue Mage.
Plusieurs immeubles sont reconstruits au cours du XVIIe siècle (actuels no 7, 8 et 9) et du XVIIIe siècle (actuels no 11, 13, 15 et 19). C'est à Jean de Vendage de Malepeyre, conseiller au sénéchal de Toulouse, que l'on doit la construction, dans la première moitié du XVIIe siècle, de l'hôtel Vendage de Malepeyre (actuel no 8). Il finança la chapelle de Notre-Dame-du-Mont-Carmel, à côté de l'église des Carmes. Parmi les personnages notables se remarquent aussi les membres de la famille Rossel, qui occupent un immeuble de la rue (actuel no 7). C'est Henri de Rossel, docteur et avocat à la cour ou son fils, Paul-François de Rossel, qui fait construire l'immeuble familial dans le style classique. L'immeuble passe en 1709 à Jean-Pierre Caussade, docteur et avocat à la Cour, puis à Antoine Caussade, conseiller, puis président au parlement, avant d'être réuni à l'hôtel de Puivert (actuel no 8 rue Bouquières) que fait construire Jean-François de Roux, marquis de Puivert et président au parlement. C'est aussi dans l'hôtel familial (emplacement de l'ancien no 3) que vit et meurt Charles Laganne (1722-1789), procureur du roi, sénéchal et présidial, capitoul en 1753 et, syndic de la ville. Il lègue 50 000 livres pour la création d'un château d'eau et de fontaines publiques.

### Époque contemporaine
Les premières bouleversements interviennent dans la deuxième moitié du XIXe siècle, quand la municipalité toulousaine souhaite élargir les voies existantes. Plusieurs immeubles sont reconstruits en respectant le nouvel alignement, qui permet de porter à 6 mètres la largeur de la rue (actuels no 4, 6, 6bis, 10, 12 et 17). À l'ouest de la rue, plusieurs maisons sont à leur tour détruites, entre 1899 et 1903, lors du percement de la rue du Languedoc. De vastes immeubles, dans le goût éclectique du début du siècle sont reconstruits face à la place des Carmes (actuel no 2). Sur le côté nord, trois immeubles (anciens no 1, 3 et 5) sont absorbées par la construction du nouvel hôtel de la Caisse d'Épargne.

## Patrimoine et lieux d'intérêt

### Hôtels particuliers

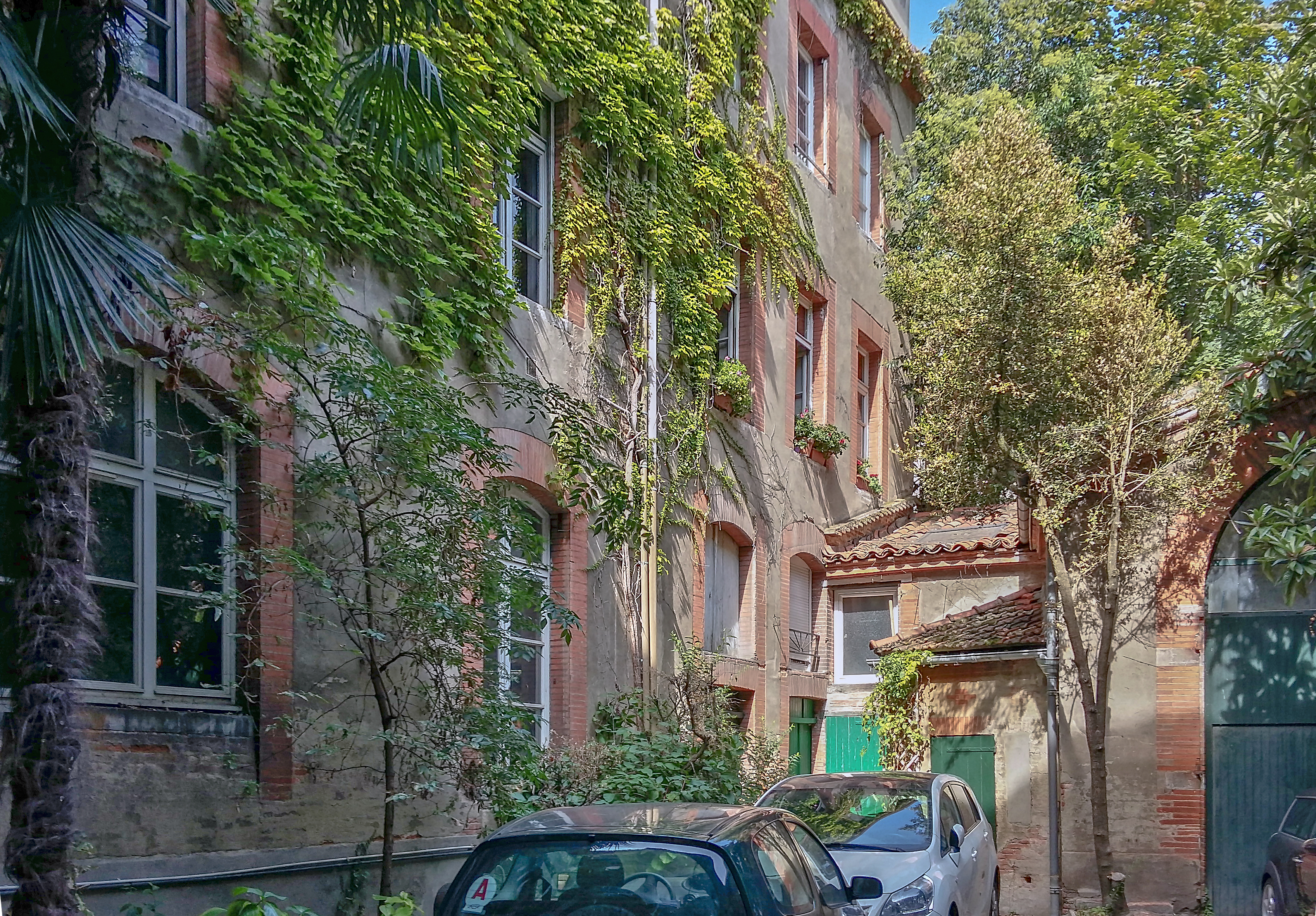
no 7 : cour intérieure de l'hôtel Rossel.

- no  7 : hôtel Rossel et hôtel Caussade. 
En façade sur la rue du Canard, le corps de bâtiment gauche (ancien no 5) correspond à un hôtel particulier de style classique primitif, construit au XVIIe siècle pour un membre de la famille de Rossel. Il présente sur la rue une façade large de deux travées et qui s'élève sur deux étages. Au rez-de-chaussée, la porte est centrale, voûtée en plein cintre et surmontée d'une petite corniche. Elle possède également une agrafe en pointe de diamant en pierre. Au 1er étage, les hautes fenêtres rectangulaires, qui ont un appui en pierre mouluré et sont surmontées d'une petite corniche, ont de plus des garde-corps en fer forgé. 
Le corps de bâtiment sur rue à droite et les corps de bâtiments sur la cour sont plus tardifs, d'un style classique mieux maîtrisé, élevés au XVIIIe siècle, peut-être pour Jean-Pierre Caussade, docteur et avocat au parlement, capitoul en 1702, ou son fils, Antoine Caussade, conseiller au parlement entre 1717 et 1722, président au parlement en 1737. La façade sur la rue du Canard se développe sur cinq travées et s'élève sur trois niveaux, séparés par des cordons de brique. Au rez-de-chaussée, la porte cochère, à gauche, est en brique et pierre alternées. Elle est voûtée en plein cintre, possède une imposte en fer forgé et est surmontée d'une corniche. Au 1er étage, les fenêtres sont surmontées d'une corniche et ont des garde-corps en fer forgé à motifs géométriques. La porte cochère donne accès à un passage couvert qui présente un décor en bois. Les élévations sur la cour centrale sont homogènes. Le rez-de-chaussée, sur la façade latérale, est ouvert d'arcades en plein cintre ornées de bossage[8].

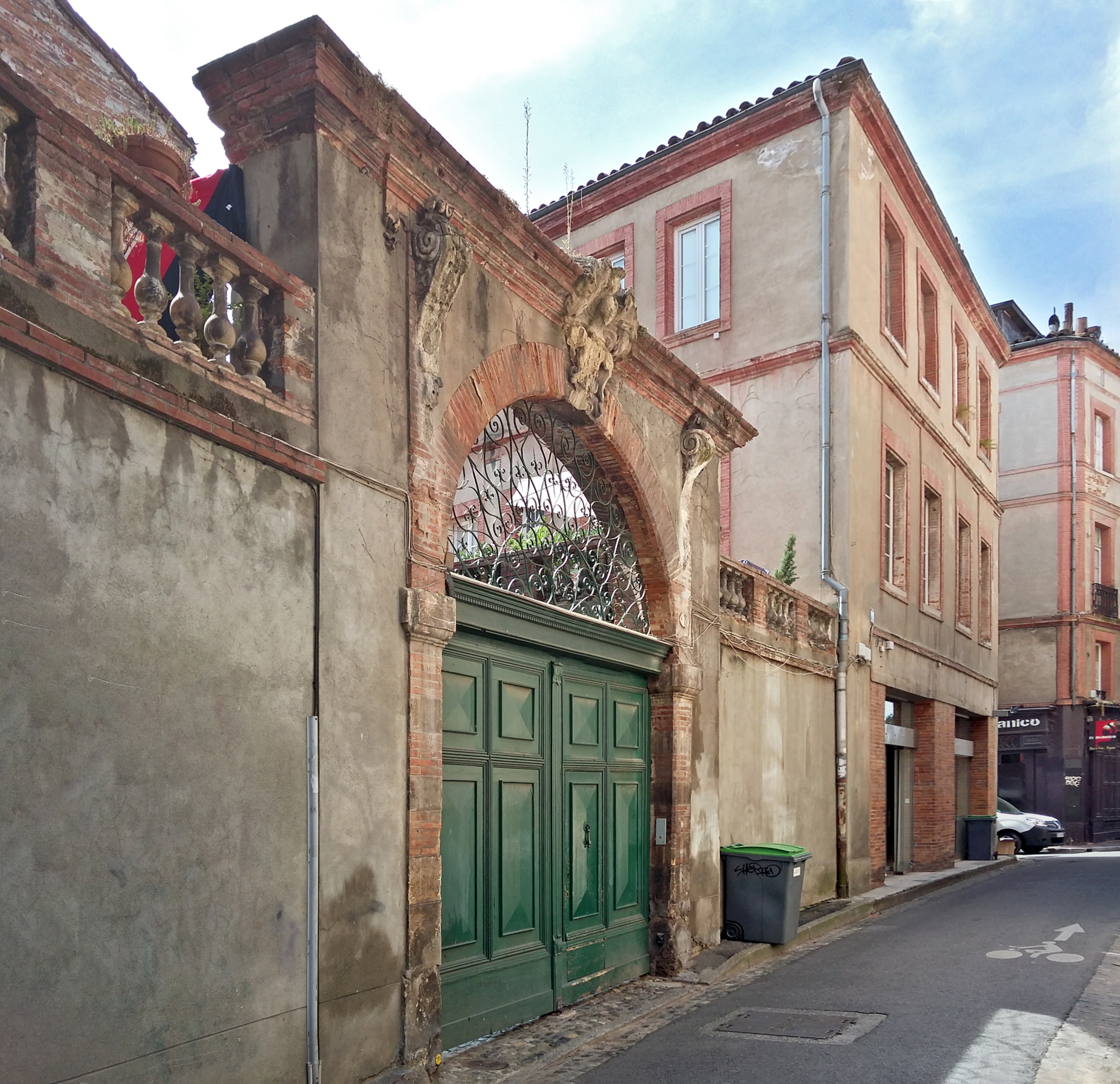
no 8 : portail de l'hôtel Vendage de Malepeyre.

- no  8 : hôtel Vendage de Malepeyre. 
Un hôtel particulier est construit dans la première moitié du XVIIe siècle pour Jean de Vendage de Malepeyre, conseiller au sénéchal de Toulouse. Il se compose de deux bâtiments qui encadrent une cour intérieure. Elle est fermée, du côté de la rue, par un haut mur de clôture, surmonté de balustres en terre cuite, sans doute ajoutées au XIXe siècle. Le portail, voûté en plein cintre, est en brique et pierre alternées et dont la clef, en pierre, est sculptée d'un blason, martelé, et d'un heaume. Il est surmonté d'une corniche moulurée soutenues par des consoles sculptées de feuillages. Le bâtiment du côté est, qui s'élève sur trois étages décroissants, est éclairé par des fenêtres rectangulaires et segmentaires surmontées d'une corniche. Le bâtiment du côté ouest, à l'angle de l'impasse du Canard, construit dans la première moitié du XVIIIe siècle, s'élève sur deux étages séparés par un cordon. Les élévations sont surmontées par une corniche moulurée[9].

### Immeubles

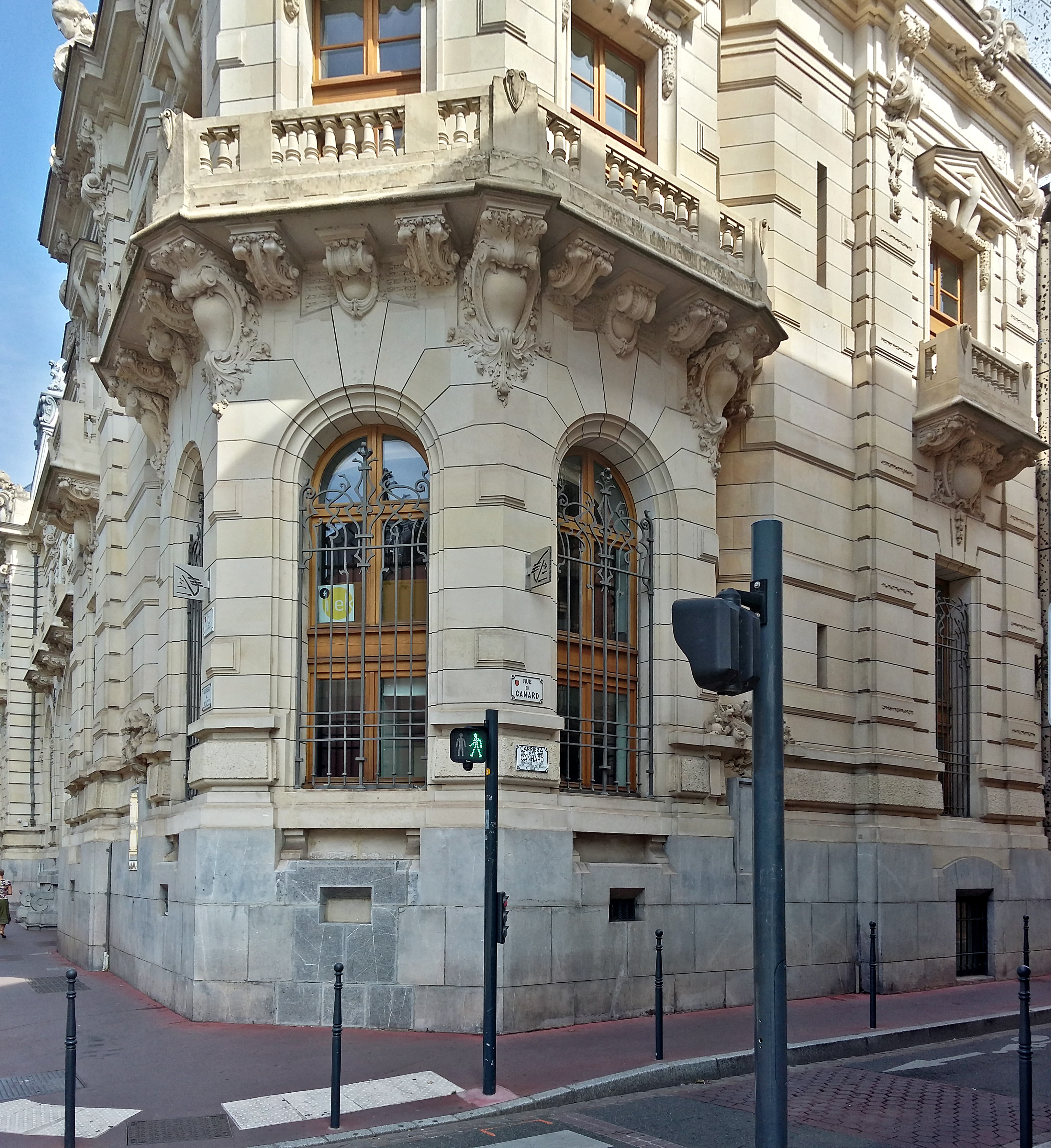
no 1 : hôtel de la Caisse d'épargne.

- no  1 : hôtel de la Caisse d'épargne. 
L'agence historique de la Caisse d'épargne et de prévoyance est construite entre 1905 et 1910 par l'architecte toulousain Joseph Gilet dans un style très éclectique, utilisant de façon originale – à Toulouse – la pierre de taille et l'ardoise. L'édifice s'élève sur quatre niveaux : un sous-sol, un rez-de-chaussée surélevé, un étage et un comble. L'élévation latérale, sur la rue du Canard, ne compte que deux travées et s'achève par un angle coupé au croisement de la rue du Languedoc. Cet angle est mis en valeur par un décrochement, la multiplication des ornements et le dôme couronné d'un épi de faîtage. 
En 1961, le corps de bâtiment sur la rue du Canard est aménagé par l'architecte Paul de Noyers en bureau et en garage, puis est surélevé de deux étages en 1968 pour créer des bureaux supplémentaires[10].

- no  11 : immeuble. 
L'immeuble, de style classique, est construit au XVIIIe siècle. La façade sur la rue a trois travées et s'élève sur trois étages décroissants. Au rez-de-chaussée, une arcade de boutique en plein cintre est encadrée de deux ouvertures rectangulaires plus étroites. Au 1er étage, les fenêtres ont un appui en pierre mouluré et ont des garde-corps en fer forgé aux motifs géométriques variés. Au 2e étage, les fenêtres sont surmontées d'une corniche et mises en valeur par de petits balconnets en pierre dotés de garde-corps en fonte, probablement du XIXe siècle[11].

- no  17 : immeuble. 
L'immeuble, construit en 1887 sur les plans de l'architecte Laporte, est un pastiche de l'architecture classique toulousaine du XVIIIe siècle. La façade sur la rue se développe sur quatre travées et quatre étages. Elle respecte le nouvel alignement de la rue, en retrait par rapport aux immeubles voisins. Au rez-de-chaussée, une devanture de boutique en bois englobe la porte d'entrée. Aux étages, les fenêtres sont rectangulaires et surmontées de corniches aux 1er, 2e et 3e étages. Des cordons de brique, qui poursuivent la ligne des corniches, séparent les niveaux. Un balcon continu, doté d'un garde-corps, file le long du 1er étage. Au 2e étage, les fenêtres ont également des garde-corps en fer forgé. L'élévation est couronnée d'une corniche à modillons[12].